# Croácia nos Jogos Olímpicos de Inverno de 2014
A Croácia participou dos Jogos Olímpicos de Inverno de 2014, realizados na cidade de Sóchi, na Rússia. Foi a sétima aparição do país em Olimpíadas de Inverno.

## Medalhas
| Atleta         | Esporte      | Evento              | Medalha |
| -------------- | ------------ | ------------------- | ------- |
| Ivica Kostelić | Esqui alpino | Combinado masculino | Prata   |

## Desempenho

### Esqui alpino
Feminino
| Atleta           | Evento         | Descida 1 | Descida 2 | Total   | Pos. |
| ---------------- | -------------- | --------- | --------- | ------- | ---- |
| Andrea Komšić    | Slalom         | 1:00.82   | 57.78     | 1:58.60 | 33º  |
| Andrea Komšić    | Slalom gigante | 1:24.24   | 1:22.37   | 2:46.61 | 35º  |
| Sofija Novoselić | Slalom         | DNF       | DNF       | DNF     | DNF  |
| Sofija Novoselić | Slalom gigante | 1:24.25   | DNF       | DNF     | DNF  |

Masculino
| Atleta             | Evento         | Descida 1 | Descida 2 | Total   | Pos.             |
| ------------------ | -------------- | --------- | --------- | ------- | ---------------- |
| Sebastian Brigović | Slalom gigante | 1:25.82   | 1:26.43   | 2:52.25 | 34º              |
| Ivica Kostelić     | Combinado      | 1:54.17   | 51.37     | 2:45.54 | Medalha de prata |
| Ivica Kostelić     | Slalom         | 48.75     | 55.36     | 1:44.11 | 9º               |
| Ivica Kostelić     | Slalom gigante | 1:23.87   | 1:25.81   | 2:49.68 | 27º              |
| Ivica Kostelić     | Super-G        |           |           | 1:20.19 | 24º              |
| Dalibor Šamšal     | Slalom         | 50.71     | 58.28     | 1:48.99 | 18º              |
| Matej Vidović      | Slalom         | 51.74     | 1:06.07   | 1:57.81 | 28º              |
| Natko Zrnčić-Dim   | Downhill       |           |           | 2:09.80 | 29º              |
| Natko Zrnčić-Dim   | Combinado      | 1:55.26   | 51.80     | 2:47.06 | 10º              |
| Natko Zrnčić-Dim   | Slalom         | 50.64     | DNF       | DNF     | DNF              |
| Natko Zrnčić-Dim   | Super-G        |           |           | 1:19.75 | 19º              |
| Filip Zubčić       | Slalom gigante | DNF       | DNF       | DNF     | DNF              |

### Esqui cross-country
Feminino
| Atleta        | Evento           | Qualificatória | Qualificatória | Quartas-de-final  | Quartas-de-final | Semifinal      | Semifinal   | Final       | Final       |
| Atleta        | Evento           | Tempo          | Pos.           | Tempo             | Pos.             | Tempo          | Pos.        | Tempo       | Pos.        |
| ------------- | ---------------- | -------------- | -------------- | ----------------- | ---------------- | -------------- | ----------- | ----------- | ----------- |
| Vedrana Malec | 10 km clássico   |                |                |                   |                  |                |             | 33:42.3     | 59º         |
| Vedrana Malec | 15 km skiathlon  |                |                | Clássico: 22:23.2 | 58º              | Livre: 22:50.1 | 59º         | 45:52.1     | 59º         |
| Vedrana Malec | Largada coletiva |                |                |                   |                  |                |             | 1:24:13.4   | 53º         |
| Vedrana Malec | Velocidade       | 2:54.60        | 61º            | Não avançou       | Não avançou      | Não avançou    | Não avançou | Não avançou | Não avançou |

Masculino
| Atleta    | Evento           | Qualificatória | Qualificatória | Quartas-de-final  | Quartas-de-final | Semifinal      | Semifinal   | Final       | Final       |
| Atleta    | Evento           | Tempo          | Pos.           | Tempo             | Pos.             | Tempo          | Pos.        | Tempo       | Pos.        |
| --------- | ---------------- | -------------- | -------------- | ----------------- | ---------------- | -------------- | ----------- | ----------- | ----------- |
| Edi Dadić | 15 km clássico   |                |                |                   |                  |                |             | 43:38.8     | 60º         |
| Edi Dadić | 30 km skiathlon  |                |                | Clássico: 41:08.0 | 66º              | Livre: 37:48.5 | 65º         | 1:19:31.5   | 65º         |
| Edi Dadić | Largada coletiva |                |                |                   |                  |                |             | 2:02:35.5   | 58º         |
| Edi Dadić | Velocidade       | 3:52.89        | 69º            | Não avançou       | Não avançou      | Não avançou    | Não avançou | Não avançou | Não avançou |

### Snowboard
Feminino
| Atleta       | Evento   | Qualificatória | Qualificatória | Qualificatória | Semifinal   | Semifinal   | Semifinal   | Final       | Final       | Final       |
| Atleta       | Evento   | Descida 1      | Descida 2      | Pos.           | Descida 1   | Descida 2   | Pos.        | Descida 1   | Descida 2   | Pos.        |
| ------------ | -------- | -------------- | -------------- | -------------- | ----------- | ----------- | ----------- | ----------- | ----------- | ----------- |
| Morena Makar | Halfpipe | 44.75          | 22.75          | 13º            | Não avançou | Não avançou | Não avançou | Não avançou | Não avançou | Não avançou |

Legenda
| Recorde mundial      | Recorde mundial (World record)               |                       | Recorde africano                      | Recorde africano (African) |                                           | Q | Classificado por posição (Qualified) |
| Recorde olímpico     | Recorde olímpico (Olympic record)            | Recorde da América    | Recorde da América (Americas)         | q                          | Classificado por melhor tempo (Qualified) |   |                                      |
| Melhor marca do ano  | Melhor marca do ano (World leading)          | Recorde asiático      | Recorde asiático (Asian)              | DNS                        | Não largou (Did not start)                |   |                                      |
| Recorde nacional     | Recorde nacional (National record)           | Recorde europeu       | Recorde europeu (European)            | DNF                        | Não terminou (Did not finish)             |   |                                      |
| Recorde pessoal      | Recorde pessoal do atleta (Personal best)    | Recorde da Oceania    | Recorde da Oceania (Oceania)          | DSQ / DQ                   | Desclassificado (Disqualified)            |   |                                      |
| Recorde da temporada | Recorde da temporada do atleta (Season best) | Recorde sul-americano | Recorde sul-americano (South America) | NM                         | Sem marca (No mark)                       |   |                                      |